# Jour de Christophe Colomb
Pour le dessin animé, voir Le Jour de Christophe Colomb.
Pour les articles homonymes, voir Christophe Colomb (homonymie).
Le Jour de Christophe Colomb (en anglais: Columbus Day) est un jour férié célébré le deuxième lundi d’octobre aux États-Unis et le 12 octobre en Amérique latine et en Espagne, en commémoration de la date de l'arrivée de Christophe Colomb sur l'île Guanahani/San Salvador (actuelles Bahamas), première étape de la découverte et de la colonisation du nouveau monde.

## Les voyages de Christophe Colomb
Le premier voyage (3 navires et 90 hommes) a lieu après la signature par les Rois catholiques des capitulations de Santa Fe (17 avril 1492) : il s'agit d'atteindre les Indes (l'Asie) en traversant la mer Océane. 
Partie de Palos de la Frontera le 3 août, l'escadre fait une escale aux Canaries, puis part le 6 septembre vers l'ouest.
Le 12 octobre, une île est en vue : l'île Guanahani, que Colomb, doté des titres d'amiral et de vice-roi des Indes, baptise San Salvador et où a lieu le premier contact entre les Espagnols et les indigènes, que Colomb, croyant avoir atteint les Indes, nomme « Indiens ». Puis c'est Hispaniola (Saint-Domingue) où les navigateurs séjournent jusqu'au début de janvier 1493. L'escadre est de retour le 15 mars 1493 à Palos de la Frontera.
Le deuxième voyage, qui commence en septembre 1493, est beaucoup plus important : 17 navires et 1500 hommes. C'est le début de la colonisation d'Hispaniola par les Espagnols. À partir de ce voyage, des navires font régulièrement le trajet entre la Castille et Hispaniola pour apporter des renforts, du ravitaillement et des messages.
Rentré en mars 1496, Colomb effectue un troisième voyage en juillet 1498, puis subit une disgrâce : il est arrêté en 1500 et renvoyé en Castille. Libéré par les Rois catholiques, il perd néanmoins son titre de « vice-roi et gouverneur des Indes » (et sa part des richesses produites : 10 %), mais reste « amiral de la mer Océane ». Il effectue un quatrième voyage en 1502-1504, très difficile, et meurt en 1506, affaibli par les épreuves qu'il a subies.

## Historique de la fête de Colomb aux États-Unis

### Des origines italiennes

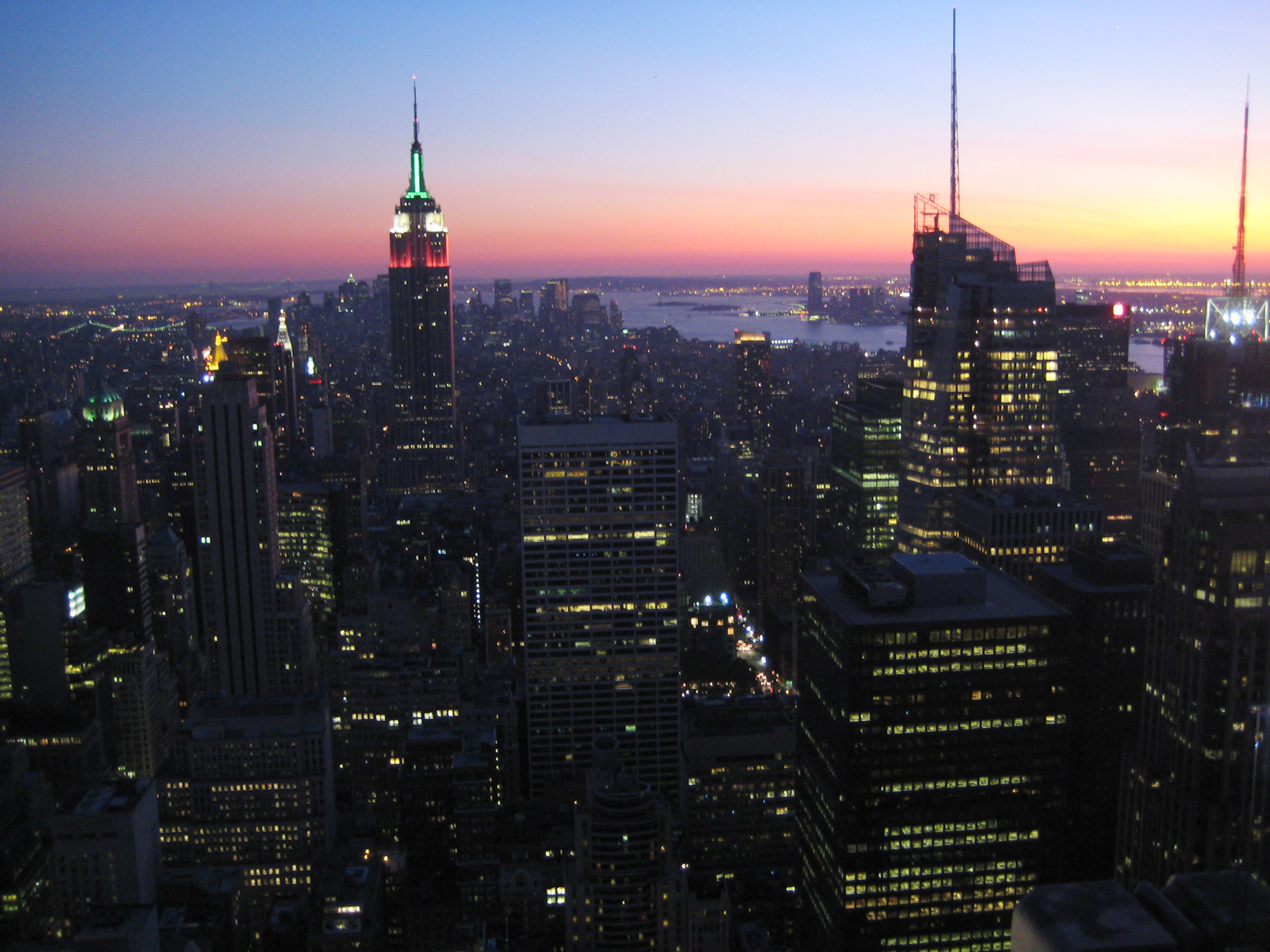
L'Empire State Building aux couleurs de l'Italie

Christophe Colomb, qui navigue au service des Rois catholiques (Cristobal Colon), Isabelle de Castille et Ferdinand d'Aragon, dont le mariage permet la formation du royaume d'Espagne, est cependant probablement d'origine italienne (Cristoforo Colombo), étant né en 1451 sur le territoire de la république de Gênes. 
Les Italiens ont été les premiers à célébrer le jour de Christophe Colomb lors de leur immigration vers les États-Unis. 
L’Empire State Building se pare alors des couleurs du drapeau italien (vert, blanc et rouge).

### Évolution (de 1869 à nos jours)
La première célébration du jour de Christophe Colomb a lieu à San Francisco en 1869, essentiellement dans la communauté italo-américaine. 
Le premier État à célébrer cette fête est le Colorado, en 1907. 
Trente ans plus tard, le président Roosevelt instaure ce jour comme un jour de fête nationale aux États-Unis. 
Le 4 octobre 2007, une déclaration de George W. Bush fixe officiellement le jour de Christophe Colomb au deuxième lundi du mois d’octobre de chaque année.

## La célébration

### Aux États-Unis

#### Déroulement de la fête
Le Jour de Christophe Colomb (Columbus Day) est un jour férié fédéral aux États-Unis. Il est organisé depuis 1929 par la Columbus Citizens Foundation. Chaque État célèbre différemment le jour de Christophe Colomb. Cette fête a lieu sous forme de parades dans les rues américaines, il y a plusieurs défilés. Une Columbus Day Parade est organisée dans plusieurs villes comme à Denver. À New York, la Columbus Day Parade a lieu depuis 1915 le long de la célèbre 5e avenue à la hauteur de la 44e rue et continue sur la célèbre avenue de la Big Apple jusqu’au niveau de la 86e rue. On retrouve ainsi des fanfares, des chars, et différentes manifestations et fêtes dans tous les quartiers aux alentours de la route de la parade. À Washington, devant la Gare de l'Union a lieu une cérémonie officielle devant le Mémorial de Christophe Colomb. Les festivités commencent juste après le dépôt de gerbes aux pieds de ce monument,.

#### Contestation et rejet de certains États
Cette fête n'a cessé d'être contestée aux États-Unis depuis qu'elle a été proposée et établie. De nombreux politiciens, historiens et activistes défendant les droits des autochtones américains ont rappelé, notamment à partir des années 1990, que la découverte de l’Amérique par Christophe Colomb est à l'origine de la colonisation du continent par les Européens (d'abord Espagnols, puis Portugais, Français, Anglais), qui a eu de lourdes conséquences pour les populations indigènes, parfois tragiques, notamment dans les Caraïbes (où les Amérindiens ont disparu) et sur le territoire des États-Unis (où les tribus indiennes ont échappé de peu à la disparition totale).
Certains États comme l'Alaska, le Nevada, Hawaï et le Dakota du Sud ne reconnaissent d'ailleurs pas le Jour de Christophe Colomb et fêtent d’autres événements, souvent nommés « Jour des Peuples Indigènes » (« Indigenous Peoples' Day »).

### En Amérique latine et en Espagne

#### En Amérique latine
Le Jour de Christophe Colomb est plus communément appelé « Jour de la Race » (Día de la Raza) dans les pays d’Amérique Latine comme le Brésil, le Guatemala, le Paraguay, Porto Rico, le Nicaragua ou la République Dominicaine. Il se déroule généralement le 12 octobre et est considéré, pour de nombreux pays, comme un anti-Colombus Day. Il célèbre la résistance à l’arrivée des européens dans le Nouveau Monde et est aussi utilisé pour commémorer les cultures indigènes. Au cours de cette journée des festivités sont organisées pour lutter contre le racisme, se souvenir des cultures et des traditions des peuples précolombiens. 

##### En Argentine
En Argentine, le 4 octobre 1917, sur décret du président Hipólito Yrigoyen, le 12 octobre devient un jour de fête férié national. Il a ensuite été célébré sous le nom de Jour de la race espagnole, ou simplement Jour de la race, jusqu'à ce qu'il soit renommé en 2010, par décret de la présidente Cristina Fernández de Kirchner, « Jour du respect de la diversité culturelle » (Día del Respeto a la Diversidad Cultural) pour commémorer la naissance d'une nouvelle identité, issue de la fusion entre les peuples d'origine et les colonisateurs espagnols.

##### Au Mexique
Le 24 septembre 1892, le Congrès mexicain décréta le 12 octobre jour de fête nationale. En 1917, à l'initiative de Venustiano Carranza il est renommé Día de la Raza. Le président Emilio Portes Gil  lui donna le nom de Día de la Raza y Aniversario del Descubrimiento de América en 1929.
Ce jour n'est plus un jour férié officiel actuellement[réf. nécessaire], mais il donne lieu a de nombreuses festivités, sous les noms de Día de la Raza, Día de la resistencia indígena ou Encuentro de dos culturas.

#### En Espagne

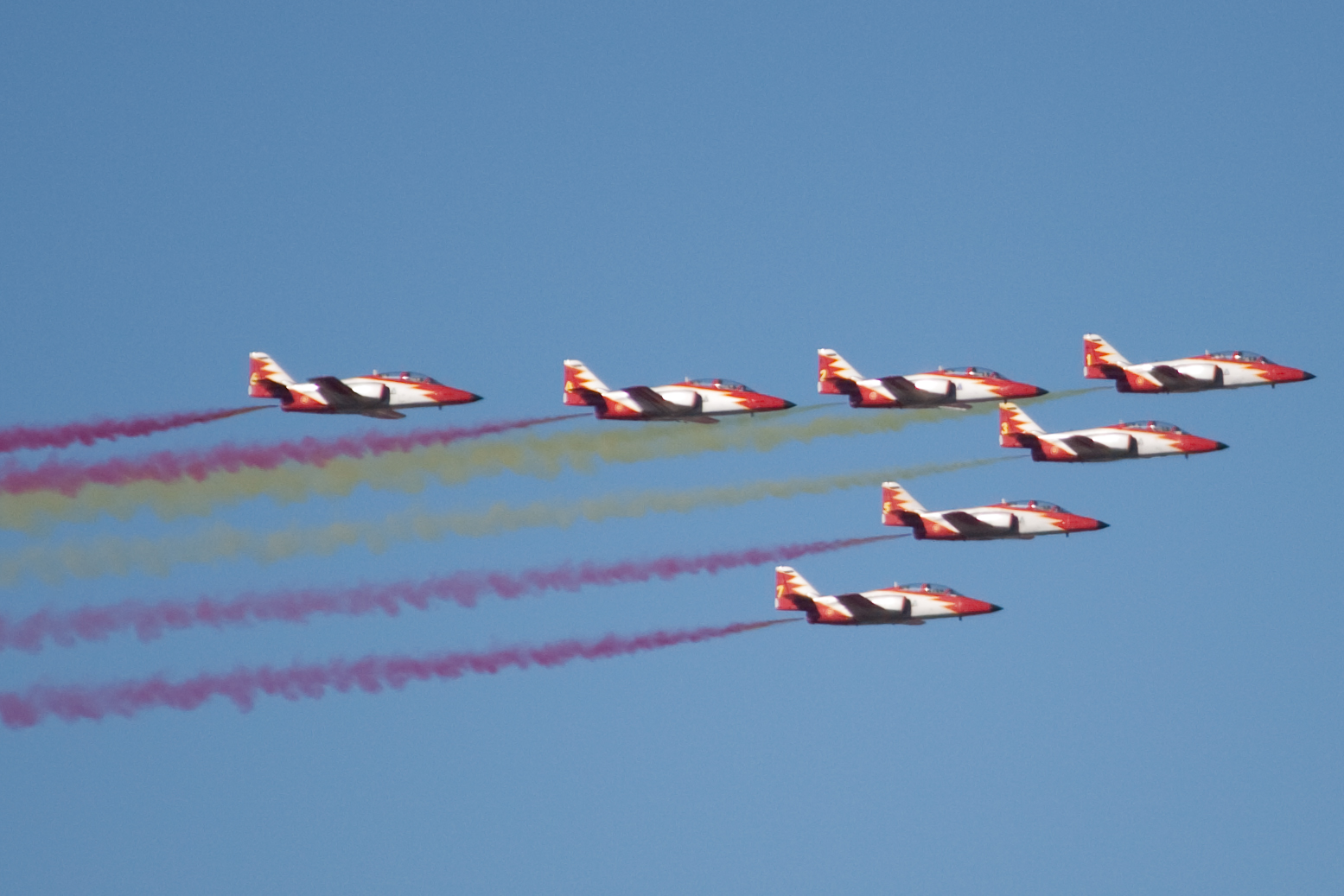
Défilé de l'armée de l'air espagnole le Jour de l'Hispanité

L’Espagne est la seule à utiliser le nom de « Jour de l’Hispanité » (Día de la Hispanidad) pour célébrer cette fête. Le terme « hispanité » a été défini à la fin du XIXe siècle par des intellectuels. Il est officialisé fête nationale par Alfonso XIII en 1918 sous l’appellation «Fête de la Race » (Día de la Raza) en contradiction avec les idées progressistes. Après la restauration de la monarchie en 1981, un arrêté royal publié dans le premier Bulletin Officiel de l'État en 1982, officialise la date de 12 octobre en tant que Fête Nationale de l'Espagne et Jour de l'Hispanité. Cet événement est très cher au cœur des espagnols puisque le navigateur est venu chercher la grande majorité de son équipage en Espagne.

## Controverses

### Les autres découvertes

#### Leif Erikson
La première controverse soulevée par le jour de Christophe Colomb est le rôle du Viking Leif Erikson dans la découverte de l’Amérique. C’est en effet lui qui quitte le Groenland en 986 pour venir accoster sur la côte américaine. Avec ses compagnons, il découvre la verdure du pays et en particulier ses baies, semblables à du raisin. Aussi décident-ils d’appeler ce pays Vinland (Pays de la Vigne). Certains archéologues estiment que les terres découvertes par Leiv Eriksson et son équipage seraient aujourd’hui Terre-Neuve où a été retrouvé, en 1963, les ruines d’un établissement d’origine viking. Après sa mort, vingt ans plus tard, de nouveaux navires accostent et les vikings explorent la côte est de l’Amérique du Nord et s’y installent sans pour autant réussir à la coloniser. C’est d’ailleurs la raison pour laquelle la découverte de Leiv et ses successeurs est longtemps resté ignorée par le reste du monde. Ce n’est qu’en 1964 que le président Lyndon B. Johnson reconnaît officiellement Leiv Eriksson comme le premier Européen à avoir accosté en Amérique.

#### Amerigo Vespucci

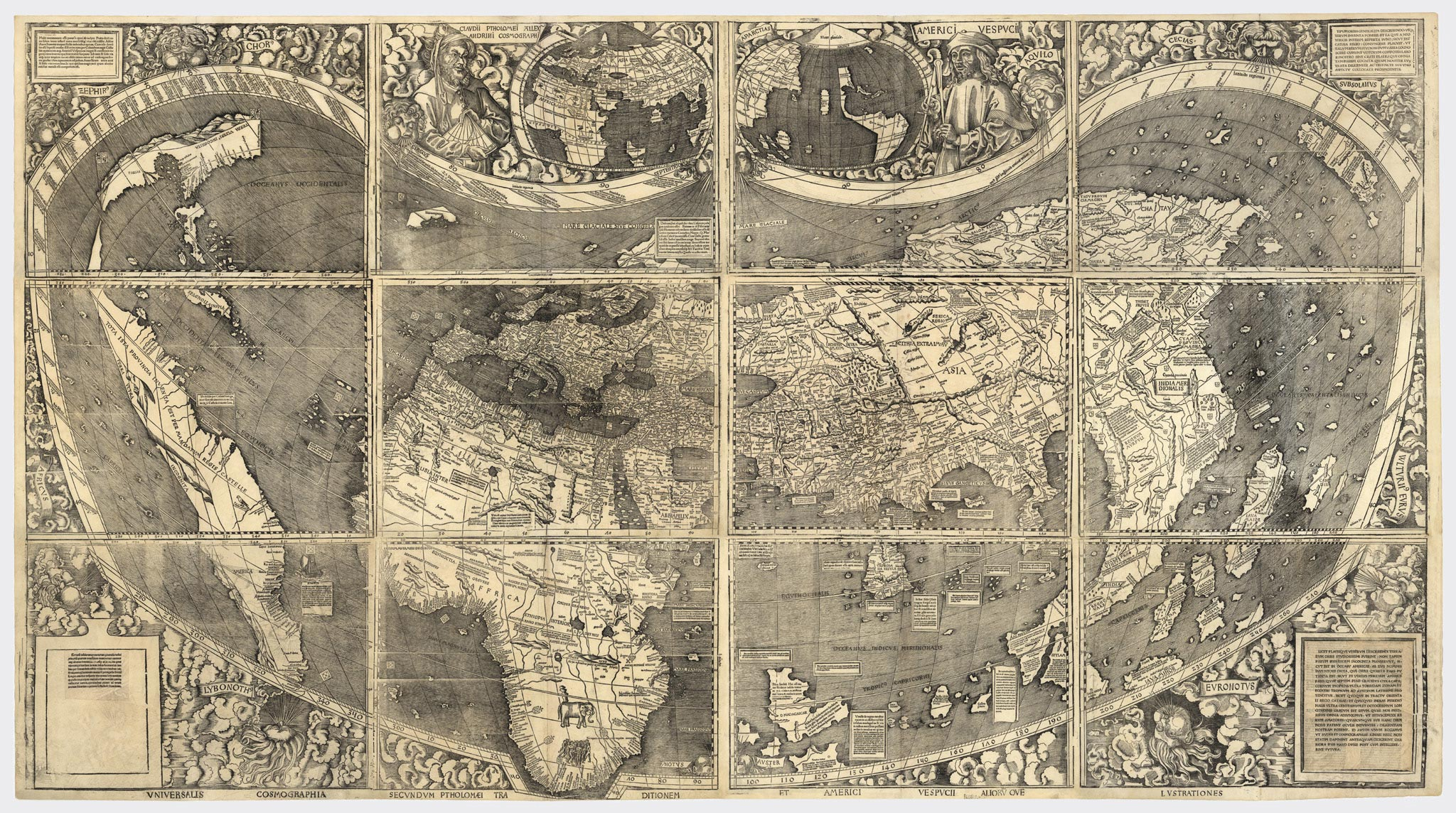
Planisphère du géographe Martin Waldseemüller

La seconde controverse principale porte sur les découvertes d’Amerigo Vespucci. Navigateur florentin, il a d’abord affirmé avoir foulé le sol américain selon des coordonnées se révélant en fait se situer vers le Honduras, dans les Caraïbes, en 1497 et 1498. Son exploration l’a ensuite conduit jusqu’au Brésil, où il a longé la côte jusqu’en Patagonie. Il aurait donc touché la Terre Ferme  américaine avant même Christophe Colomb qui entreprend son exploration  du Venezuela courant 1498. Ce n’est pourtant qu’en 1503 qu’il fait réellement état de sa découverte qu’il appellera « Mundus Novus » : le Nouveau Monde. Ce fut le géographe allemand Martin Waldseemüller, chargé de remettre à jour les cartes du monde à la suite de la découverte de Vespucci, qui, en 1507, cartographiera le Nouveau Monde sous l’appellation « America », en hommage à Amerigo. Dans son atlas Vespucci reprend les nouvelles cartes ainsi que le compte-rendu de ses quatre voyages, sans jamais faire allusion à ceux de Christophe Colomb.

### Oppositions constatées
Si l’opposition de certains États américains à fêter le jour de Christophe Colomb se base quelquefois sur une découverte faussement attribuée au navigateur, elle se fait surtout en raison des conséquences néfastes de ces découvertes. L’argument principal est le résultat des colonisations ayant suivi les explorations d’Amerigo Vespucci et Christophe Colomb : massacre massif des populations indigènes déjà sur place et maladies apportées par les colons qui créèrent une violente pandémie chez les différentes tribus peuplant le continent. Les motifs soulevés pour justifier les massacres sont aussi sujet à de nombreuses controverses : une évangélisation que les indigènes ne voulaient légitimement pas accepter ; de dangereux sauvages refusant de se civiliser selon les codes européens ; une terre pleine de richesses que les populations ne désiraient pas partager outre mesure. Le refus des européens d'essayer de comprendre ces tribus tant dans leur façon de penser que de vivre a donc abouti à une résistance des indigènes dont ils n’ont pu se défaire que par la violence et la mort.
Sans oublier que la colonisation des Amériques a très rapidement conduit à l’esclavage des Amérindiens et ensuite à la traite des esclaves africains pour répondre aux besoins de main-d’œuvre des colons.